# Narragodes laevis
Narragodes laevis là một loài bướm đêm trong họ Geometridae.